# Fai da te facile
Fai da te facile è stato un programma televisivo italiano di genere docu-reality-tutoriale, condotto da Roberta Potrich e ideato dalla casa editrice Edibrico - Edizioni per il fai da te, trasmesso sul canale Sky Family Life TV, con la regia di Max Leonida Bastoni, tra il 2007 e il 2008.
I contenuti principali del programma riguardavano il fai da te e prendevano spunto dagli articoli pubblicati sulle riviste Fai da te e Far da sé, edite da Edibrico. In ogni puntata, che durava all'incirca un'ora, venivano affrontati argomenti che spaziavano dalla ristrutturazione della casa alla produzione artigianale della birra, toccando temi come la decorazione e approfondimenti sugli utensili per il bricolage.